# Klage (Schweizer Bundesgericht)
Mit einer Klage werden in der Schweiz öffentlich-rechtliche Streitigkeiten zwischen Bund und Kantonen vor dem Bundesgericht ausgetragen. Sie kommt vor allem bei Kompetenzkonflikten zum Zug.

## Charakterisierung der Klage
Neben der Beschwerde in öffentlich-rechtlichen Angelegenheiten und der Verfassungsbeschwerde existiert noch die Klage, mit der ebenfalls staatsrechtliche Streitigkeiten ausgetragen werden (Art. 120 BGG). Sie ist jedoch bei weitem weniger relevant als die anderen beiden Rechtsmittel. Die Klage kommt in zwei Fällen zur Anwendung: bei Kompetenzkonflikten zwischen Bund und Kantonen sowie bei öffentlich-rechtlichen Streitigkeiten zwischen Bund und Kantonen oder zwischen Kantonen.
Die Klage unterscheidet sich fundamental von den anderen beiden Beschwerdearten. Das Bundesgericht ist hier als erste Instanz tätig, nicht als Beschwerdeinstanz. Sie dient nicht dem Schutz der Individualrechte, sondern soll jene Regelungen wahren, die das Interesse des Gemeinwesens betreffen. Dementsprechend kommen als Parteien der Bund, die Kantone oder gewisse interkantonale Organe infrage, nicht Privatpersonen. Alle Klagen betreffen zwischenstaatliche Streitigkeiten. Konflikte zwischen kantonalen Behörden oder Bundesbehörden werden also nicht mit einer Klage ausgetragen, nur jene zwischen den Kantonen gesamthaft oder zwischen Bund und Kantonen.
Daneben erwähnt Art. 120 Abs. 1 lit. b BGG zivilrechtliche Streitigkeiten zwischen Bund und Kantonen oder zwischen Kantonen. Schliesslich fallen auch Verfahren über Verantwortlichkeitsansprüche aus Handlungen von Magistratspersonen des Bundes unter das Klageverfahren (Art. 120 Abs. 1 lit. c BGG). Alle diese Klagearten sind in der «Einheitsklage» von Art. 120 BGG zusammengefasst.

## Beschwerdegründe

### Kompetenzkonflikte
Bei einem Kompetenzkonflikt besteht Uneinigkeit, ob eine Aufgabe (Kompetenz) in die Zuständigkeit des Bundes oder der Kantone fällt. Hier fungiert die Klage als Instrument, mit dem die föderale Aufgabenteilung geschützt werden soll. Kompetenzkonflikte können verschiedene Gestalten annehmen. Sie können dort erwachsen, wo der Bund und die Kantone gleichzeitig das Recht beanspruchen, ein Gesetz oder eine Verordnung zu erlassen. Auch in der Rechtswandung, also in der Umsetzung des Bundesrechts, kann es zu Konflikten kommen. Der Bund und die Kantone können aufgrund des Bundesrechts die gleiche Rechtsprechungs- oder Verwaltungskompetenz beanspruchen. Das bedeutet, dass der Bund und ein Kanton/die Kantone sich als zuständig erachten, in einem konkreten Fall Recht zu sprechen. Oder es gibt Konflikte, wenn unklar ist, wer in einem konkreten Fall das Bundesrecht mit Verwaltungsakten (Verfügungen) vollstrecken darf oder muss.
Während der Bund eine Klage gegen alle kantonalen Gesetze und Verordnungen (nicht gegen kantonale Verfassungsnormen) sowie sämtliche Gerichtsurteile und Verwaltungsakte einreichen kann, schränkt Art. 190 der Bundesverfassung die Klagemöglichkeit der Kantone ein. Die Kantone können mit ihrer Klage Bundesgesetze und völkerrechtliche Verträge des Bundes nicht anfechten, wenngleich diese kompetenzwidrig (= verfassungswidrig) sind. Das steht im Gegensatz zur Regelung in anderen Bundesstaaten: In den USA und in Deutschland existiert ein umfassender gerichtlicher Schutz der Autonomie der Gliedstaaten. Anfechtbar in der Schweiz sind Bundesbeschlüsse, Verordnungen der Bundesorgane sowie alle Gerichts- und Verwaltungsakte des Bundes.

### Öffentlich-rechtliche Streitigkeiten
Mit den öffentlich-rechtlichen Streitigkeiten zwischen Kantonen sind alle Arten von öffentlich-rechtlichen Streitigkeiten gemeint. Das können Kompetenzkonflikte, Grenzstreitigkeiten oder Fragen bezüglich der Rechtshilfe (die Kantone schulden sich in gewissen Fällen Beistand). Als Parteien treten die Kantone oder interkantonale Organe auf. Die Kantone werden durch die Kantonsregierungen vertreten. Bei Streitigkeiten zwischen Gemeinden aus verschiedenen Kantonen übt die kantonale Regierung ebenfalls die Vertretung aus.
Das Bundesgericht befasst sich auch mit Klagen über öffentlich-rechtliche (und zivilrechtliche) Streitigkeiten zwischen Bund und Kantonen. Darunter fallen alle Arten von öffentlich-rechtlichen Streitigkeiten, die nicht zu den Kompetenzkonflikten gehören. Bei der Beurteilung solcher Streitigkeiten kommen die bundesrechtlichen Bestimmungen über das Verhältnis von Bund und Kantonen zur Anwendung. Als Parteien stehen sich Bund und Kantone gegenüber, die durch den Bundesrat und die Kantonsregierung vertreten werden.